# Oitz
Oitz település Spanyolországban, Navarra autonóm közösségben. Oitz Ituren, Doneztebe, Donamaria és Urrotz községekkel határos. Lakosainak száma 133 fő (2024).

## Népesség
A település népessége az elmúlt években az alábbi módon változott:
| Lakosok száma | 145  | 151  | 154  | 149  | 155  | 140  | 130  | 129  | 124  | 133  |
|               | 2001 | 2004 | 2007 | 2009 | 2012 | 2014 | 2017 | 2019 | 2022 | 2024 |